# Nowi ludzie
Nowi ludzie (ros. Песня о счастье) – radziecki film muzyczny z 1934 roku w reżyserii Marka Donskiego i Władimira Legoszyna. 

## Obsada
- Michaił Wiktorow jako Misza Iszpaja Kawyrla
- Janina Żejmo jako Anuk
- Boris Tienin jako Groch
- Boris Czirkow jako kierownik domu poprawczego
- Władimir Gardin jako profesor muzyki
- Fiodor Nikitin jako nauczyciel muzyki
- Nikołaj Miczurin jako Iwan Nikiticz Labiediew
- Leonid Kmit jako Griaznow